# Musée haut, musée bas
Musée haut, musée bas è un film del 2008 diretto da Jean-Michel Ribes.
Il soggetto è basato sull'omonima pièce teatrale del 2004.

## Trama
Nel film viene analizzato il concetto di museo, visto prima come un teatro, con palcoscenico e backstage, e poi come un vero e proprio formicaio, dove il curatore ha il ruolo della formica regina, le guardie sono le formiche soldato, i gestori le formiche operaie ed i visitatori gli afidi.

## Produzione

### Regia
È stato l'ultimo film girato da Philippe Khorsand, morto poco dopo le riprese. Il film è stato a lui dedicato con un messaggio prima dei titoli di coda.

### Riprese
Il film, ambientato in un museo fittizio, è stato girato in diversi musei reali, tra cui il Museo del Louvre, Museo Guimet, il Petit Palais e nella sede dell'École nationale supérieure des beaux-arts.